# Bourgetsjön

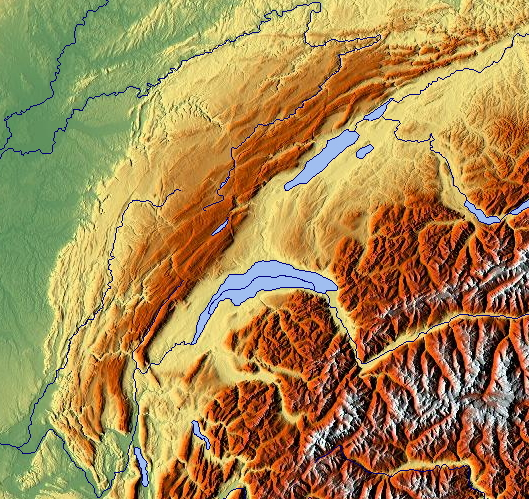
Jurabergen med Genèvesjön i mitten, Bourgetsjön nere till vänster och Alperna runt och öster om denna.

Bourgetsjön, Lac du Bourget, är Frankrikes största sjö helt inom Frankrikes gränser. Den ligger i norra delen av departementet Savoie, 70 km öster om Lyon, med de västra Alperna runt om. Bourgetsjön är en av de franska sjöar som uppstod efter de tillbakadragande glaciärerna i Alperna, sedan istidsmaximum för omkring 19 000 år sedan. Sjön kallas lokalt ibland Lac Gris (Grå sjön).

## Beskrivning
Bourgetsjön täcker en yta av 44,5 km² och sträcker sig i en nord-sydlig axel, med en längd på 18 kilometer och en bredd på mellan 1,6 och 3,5 kilometer. Sjöns yta ligger i medeltal 240 m ö.h. Bourgetsjön har ett medeldjup på 85 meter. Dess största vattendjup är på 145 meter, vilket gör den till den djupaste helt franska sjön. Sjöns omgivningar är hem för en stor mängd fåglar, och i själva Bourgetsjön finns 34 fiskarter. Bourgetsjön har därmed stor ekologisk betydelse.
Med sin belägenhet mellan Rhône-dalen och Alperna har sjön alltsedan 1800-talet lockat många turister. Själva sjön omges på flera sidor av höga berg, men här finns också ett antal badstränder, bland annat i närheten av städerna Aix-les-Bains och Le Bourget-du-Lac. Storleken på sjön har också gjort den populär för seglare.

## Orter
Ett antal större och mindre orter ligger vid sjön eller i sjöns närhet. Öster som sjön finns bland annat kurorten Aix-les-Bains, och strax söder om sjön finns departementet Savoies huvudort Chambéry.

## Bildgalleri

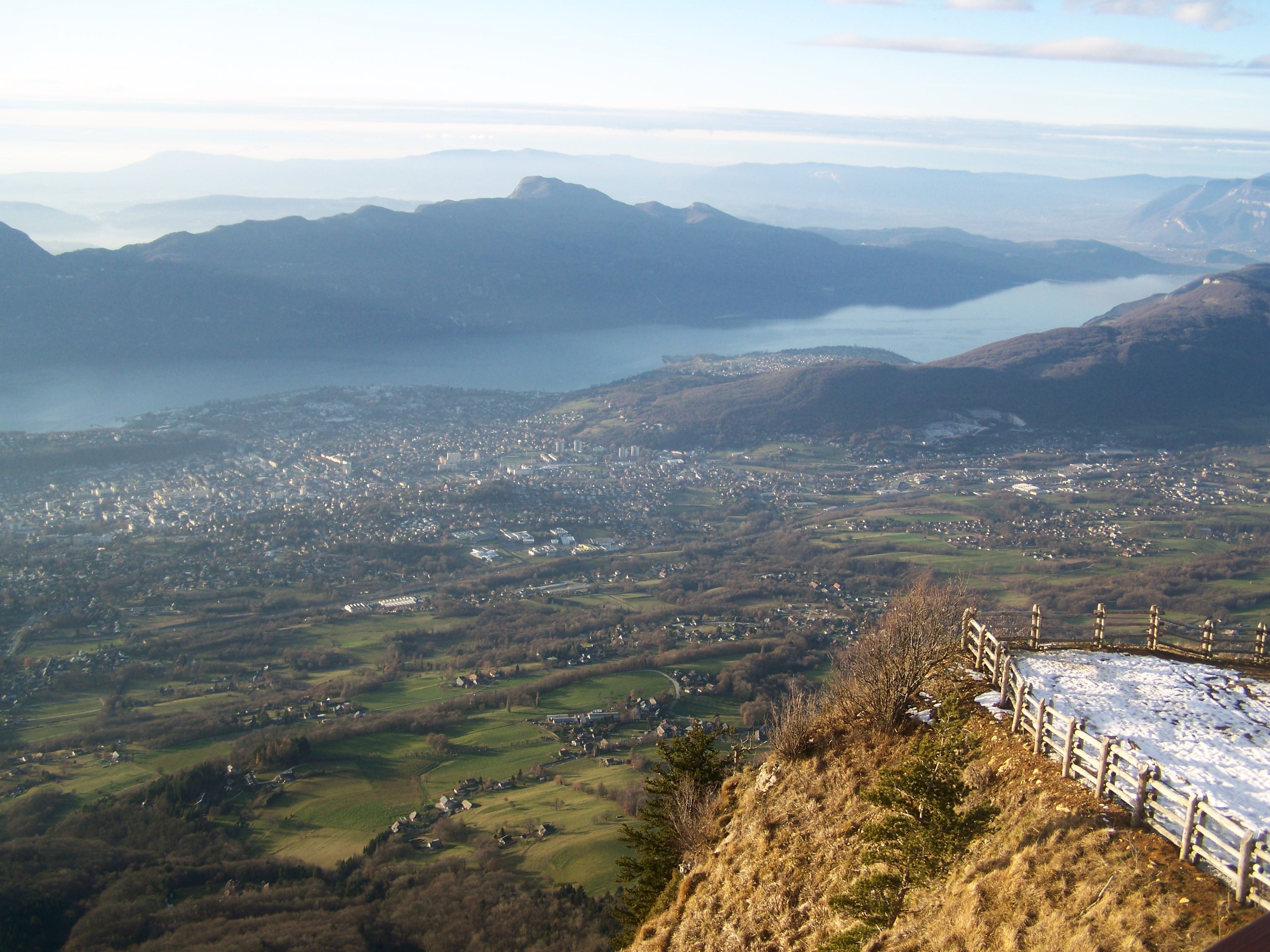
Aix-les-Bains och sjöns norra halva.
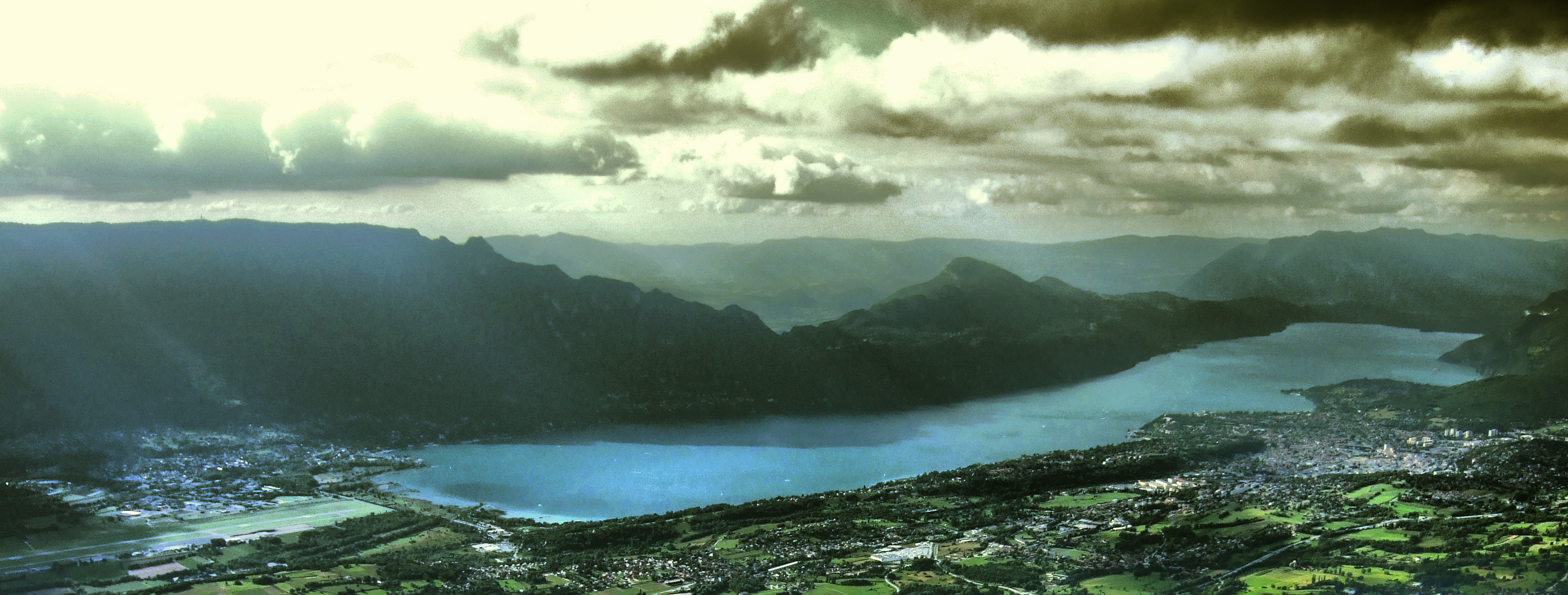
Panoramavy över sjön, sedd från sydöst, med Le Bourget/Chambéry-flygplatsen i vänster bildkant.
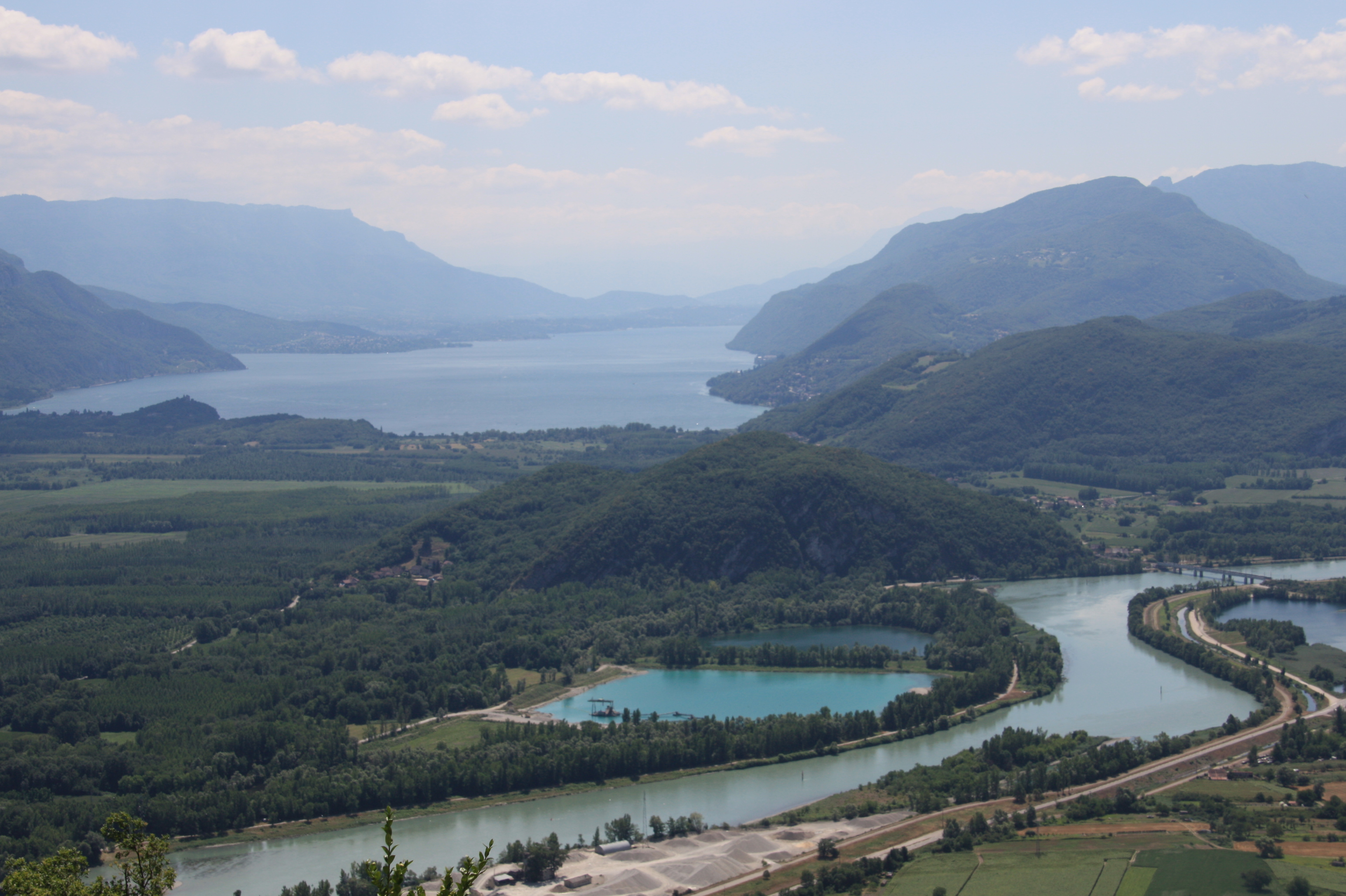
Vy över sjön från berget Grand Colombier (en av Jurabergens sydligaste utlöpare) i norr.
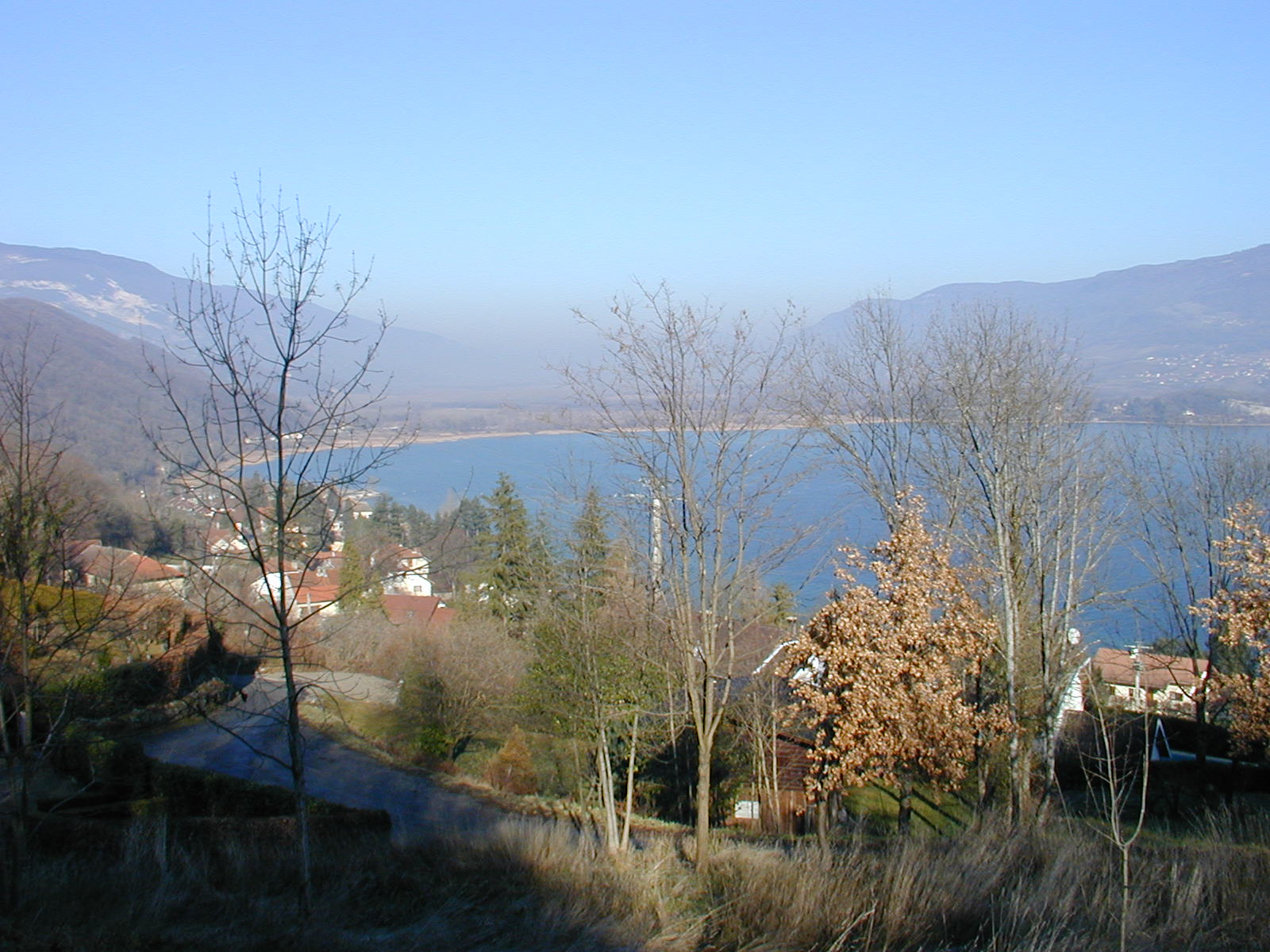
Sjöns norra del och kärren i Chautagne